# B傳說！戰鬥彈珠人
《B傳說！戰鬥彈珠人》（日語：B-伝説！バトルビーダマン）是犬木榮治原作的漫畫作品，在日本小學館的漫畫雜誌《快樂快樂月刊》中連載。有動畫改編。

## 登場人物

### B傳說！戰鬥彈珠人
主角及朋友們
- 大輪大和（大輪ヤマト）- 配音員：日→高木禮子；臺→王瑞芹；港→王夢華

主角，11歲，天真熱血的少年，由於和貓一起長大所以有一些貓的特徵，戴著護目鏡。與經營一家旅店的養母美惠同住，最喜歡吃竹筴魚三明治。
威力型 彈珠人：銀刃神劍→銀刃聖劍→烈焰聖劍→超烈焰聖劍→超烈焰聖劍爆衝加農砲
超力彈：爆衝彈、隱形爆衝彈、黑暗爆衝彈（超烈焰聖劍必殺技使用）、傳說爆衝彈（打倒凱爾帝薩使用）
- 燕燕（小燕）（燕ツバメ）- 配音員：日→金田朋子；臺→許淑嬪；港→吳小藝

10歲，代代居住在深山之中。他在旅途中經常負責料理，被大和稱讚「會是個好妻子」
平衡型 彈珠人：翼影丸→翼刃丸→翼刃雷擊丸
超力彈：分身彈
- 葛雷．麥克．文森特（グレイ・マイケル・ビンセント）- 配音員：日→泰勇氣；臺→劉傑；港→郭俊廷

戴著大簷帽、冷酷的金髮帥哥。
連射型 彈珠人：闇夜飛翼→暴風飛翼→疾風飛翼→超疾風飛翼
超力彈：高速彈（音速彈）
- 布兒．伯克奈恩（ブル・ボーグナイン）- 配音員：日→間宮久留美；臺→林美秀；港→陳琴雲

威力型 彈珠人：破壞巨人
- 炎咒（エンジュ）- 配音員：日→岸尾大輔；臺→賀宇傑；港→李凱傑

威力型 彈珠人：帝王凱薩(漫畫版)→魔帝凱薩→超魔帝凱薩
超力彈：暗黑爆衝彈
- 小偉．尤法（尤法小偉）（ウェン・ユンファ）- 配音員：日→重松朋；臺→林美秀；港→譚淑英

控制型 彈珠人：爆蒼龍→蒼龍王→彗星龍
超力彈：彗星鋸齒彈
- 小力．尤法（尤法小力）（リー・ユンファ）- 配音員：日→伊東美彌子；臺→許淑嬪；港→吳小藝

連射型 彈珠人：烈紅龍→紅龍王→流星龍
超力彈：流星鋸齒彈
- 大輪美惠（大輪ミエ）- 配音員：日→高野直子；臺→許淑嬪
- 阿爾馬達（アルマーダ）- 配音員：日→宮澤正；臺→賀宇傑
- 麗葉娜（リエナ・グレース・ビンセント）- 配音員：日→上村貴子；臺→林美秀

彈珠人：深紅神風
超力彈：彈跳彈
- 遜五郎（タメゴロー）
- 凱恩．馬克達涅爾（カイン・マクダネル・ルース）- 配音員：日→結城比呂※改名：優希比呂；臺→劉傑

變化型 彈珠人:光榮騎士
連射型 彈珠人:闇黑騎士
變化球型 彈珠人:聖光騎士
Shadow
- 比亞斯（ビアス／マーダビアス）- 配音員：松野太紀；臺→賀宇傑
- 阿巴巴（アババ）- 配音員：杉山佳壽子；臺→許淑嬪
- 摩德比- 配音員：麦人；臺→賀宇傑

BW四天王
- 丈鐵之介（丈鉄之助）- 配音員：千葉進步；臺→賀宇傑；港→李凱傑

威力型 彈珠人:鳳凰丸→鳳凰不動丸
- 阿薩多（アッサード）- 配音員：小松里賀；臺→林美秀

連射型 彈珠人:疾速雄獅
- 史萊（スライ）- 配音員：遠藤純一；臺→劉傑

控制型 彈珠人:火力上尉
- 喬書亞（巴特勒）（ジョシュア）- 配音員：笹沼晃；臺→劉傑

平衡型 彈珠人:剛龍牙
其他角色
- 雷（ライ）
- 梅（メイ）
- （アレックス・ルース）

解說員
- Mr.彈珠- 配音員：杉山佳壽子；臺→林美秀

### B傳說！戰鬥彈珠人 炎魂
朋友們
- 剛諾斯（ガンノス）- 配音員：大本眞基子；臺→林美秀

威力型 彈珠人:剛火神→重炮奧加
超力彈:重擊彈
- 小花（ハナ）- 配音員：松来未祐；臺→許淑嬪
- 貝亞斯（ベアーズ）- 配音員：桑島法子；臺→許淑嬪
- 基雅（キア）- 配音員：神田朱未；臺→許淑嬪
- 阿裘拉司（アキュラス）- 配音員：保志総一朗；臺→賀宇傑

終極型 彈珠人:爆轉哈帝斯→狂暴哈帝斯
超力彈:隱形彈、黑暗隱形彈
- 神（シン）- 配音員：郷田ほづみ；臺→劉傑
- 牙（小牙）（キバ）- 配音員：神谷浩史；臺→劉傑

威力連射型 彈珠人:剛大牙
超力彈:鋸齒彈
B天神
- 破邪（ハジャ）- 配音員：大畑伸太郎；臺→賀宇傑

連射型 彈珠人:激鬥天蠍
超力彈:亂射彈
- 陣兵衛（動畫翻譯：金貝）（ジンベエ）- 配音員：天神有海；臺→王瑞芹

威力控制型 彈珠人:深海戰鯊
超力彈：衝擊彈
- 愛克斯兄（エクウス）- 配音員：吉野裕行；臺→劉傑
- 菲蕾斯妹（フェレス）- 配音員：平野綾；臺→王瑞芹
- 印地安假面（アステカ仮面）- 配音員：保志総一朗＆（アルモンキー）- 配音員：杉山佳寿子；臺→？＆許淑嬪
- （ボスマスター（あのマスター））- 配音員：竹本英史；臺→劉傑
- 凱爾帝薩（ゲルデウザー）- 配音員：松本吉朗

自由控制型 彈珠人：毀滅邪龍
超力彈：惡魔守護神彈

## 製作群

### B傳說！戰鬥彈珠人
- 原作：犬木栄治
- 企画：西村浩哉、李銀美
- 監督：橋本光夫
- 動畫監督：安珍模
- 系列構成：川崎裕之、呉延恩
- 人物設計：長森佳容、方承辰
- 機械設計：木村豪
- 美術監督：坂本信人、李剛旭
- CG監督：川西泰二、金剛旭
- 攝影監督：盧奉龍
- 編集：小野寺桂子、李安哲
- 音樂：吹上隆
- 音響監督：高橋秀雄
- 音響制作：サンオンキョー
- 音樂協助：東京電視台Music
- 成果報酬廣告製片人：本橋寿一、張元鳳
- 製片人：青木俊志（東京電視台）、池田慎一、青木真美子
- 動畫製片人：田中敦、金東亨
- 動畫製作協助：シナジージャパン、HeeWon Entertainment、SONOKONG
- 動畫製作：日本アニメディア
- 製作：東京電視台、讀賣廣告社、d-rights

### B傳說！戰鬥彈珠人 炎魂
- 原作：犬木榮治
- 企画：西村浩哉、李銀美
- 監督：橋本光夫
- 動畫監督：安珍模
- 系列構成：長谷川勝己、呉延恩
- 人物設計：長森佳容、權允姬
- 機械設計：木村豪
- 美術監督：坂本信人、李剛旭
- CG監督：川西泰二、朴美熙
- 攝影監督：盧奉龍
- 編集：小野寺桂子、金勁太
- 音樂：荒木真樹彦
- 音響監督：高橋秀雄
- 音響制作：サンオンキョー、会田昌克
- 音樂協助：東京電視台Music
- 成果報酬廣告製片人：本橋寿一、張元鳳
- 製片人：青木俊志（東京電視台）、池田慎一、青木真美子
- 動畫製片人：田中敦、金東亨
- 動畫製作協助：シナジージャパン、HeeWon Entertainment、SONOKONG
- 動畫製作：日本アニメディア
- 製作：東京電視台、讀賣廣告社、d-rights

## 主題曲
B傳說！戰鬥彈珠人
實體專輯名稱: B-伝説 バトルビーダマン　B-FIRE (僅日本發售)
片頭曲「B-FIRE」
作詞：CHIAKI(ex Jelly)、吹上隆，作曲：CHIAKI(ex Jelly)，編曲：吹上隆、岩井朝彦，主唱：NAOZUMI-MASUKO
片尾曲「FOREVER」
作詞・作曲：吹上隆，編曲：吹上隆、岩井朝彦，主唱：菜津美
B傳說！戰鬥彈珠人 炎魂
實體專輯名稱: 無實體專輯
片頭曲「ファイヤースピリッツ」
作詞：ビーダーズ，作曲・編曲：荒木真樹彦，主唱：MAKiZO
片尾曲「Teen's Hi」
作詞：あきよしふみえ，作曲：日田一聡，主唱：ロッカフラグース

## 播出時間
B傳說！戰鬥彈珠人
- 日本
  - 2004年1月5日－2004年12月27日於東京電視台播出。
- 台灣
  - 2005年9月28日－2005年12月8日於卡通頻道播出[1]及台視（日期不詳，時間是下午5:00-5:30）。
- 香港
  - 由亞洲電視本港台播出。

B傳說！戰鬥彈珠人 炎魂
- 日本
  - 2005年1月10日－2005年12月26日於東京電視台播出。
- 台灣
  - 2006年5月19日開始於卡通頻道播出[1]及台視（日期不詳，時間是早上7:00-7:30）。
- 香港
  - 由有線電視兒童台播出。

## 各集標題

### B傳說！戰鬥彈珠人
| 話數 | 日文標題                                                | 中文標題(台灣影片標題翻譯)   | 劇本              | 分鏡     | 演出              | 作畫監督   |
| ---- | ------------------------------------------------------- | ---------------------------- | ----------------- | -------- | ----------------- | ---------- |
| 1    |                                                         | 銀刃神劍 登場!               | 川崎裕之          | 橋本光夫 | 橋本光夫 平尾みほ | 長森佳容   |
| 2    |                                                         | 疾風之谷的對決               | 川崎裕之          | 周詩人   | 大関雅幸          | 工藤柾輝   |
| 3    |                                                         | 他的名字叫殺客!!             | 植竹須美男 呉廷恩 | 安珍摸   | 安珍摸            | 徐正徳     |
| 4    |                                                         | 聖山的陷阱!                  | 長谷川勝己        | 周詩人   | 井草かおる        | 宇田川一彦 |
| 5    |                                                         | 被撕裂的友情!                | 長谷川勝己 呉廷恩 | 安珍摸   | 安珍摸            | 方承辰     |
| 6    |                                                         | 尋找傳說之旅!!               | 植竹須美男        | 福島利規 | 関田修            | 丹羽恭利   |
| 7    |                                                         | 十萬發的試煉                 | 高山克彦          | 奥村吉昭 | 奥村吉昭          | 我妻宏     |
| 8    |                                                         | 大贏家 開幕!                 | 山田靖智 呉廷恩   | 閔庚照   | 金鎮九            | 徐正徳     |
| 9    |                                                         | 歸來的布兒!                  | 長谷川勝己        | 高柳哲司 | 小高義規 平尾みほ | 長森佳容   |
| 10   |                                                         | 燃燒焦黑的靈魂!              | 長谷川勝己        | 福島利規 | 井草かおる        | 宇田川一彦 |
| 11   |                                                         | 來自沙之國的兄弟             | 植竹須美男 呉廷恩 | 閔庚照   | 金鎮九            | 徐正徳     |
| 12   |                                                         | 正義站在我們這邊             | 植竹須美男        | 小高義規 | 関田修            | 丹羽恭利   |
| 13   |                                                         | 歡迎光臨 新貓咪咖啡店!       | 高山克彦 呉廷恩   | 申相太   | 金容瑄            | 宋文誠     |
| 14   |                                                         | 衝吧大和！男子漢之間的約定！ | 山田靖智 呉廷恩   | 閔庚照   | 金鎮九            | 徐正徳     |
| 15   |                                                         | 目標是 贏得獎金!             | 長谷川勝己        | 周詩人   | 小高義規 平尾みほ | 長森佳容   |
| 16   |                                                         | 餓得咕嚕咕嚕叫的第二關       | 高山克彦          | 高柳哲司 | 佐佐木勝利        | 宇田川一彦 |
| 17   |                                                         | 孤獨的戰場, 盾牌關卡         | 鈴木雅詞 呉廷恩   | 閔庚照   | 金鎮九            | 方承辰     |
| 18   |                                                         | 虛無的心                     | 植竹須美男        | 周詩人   | 関田修            | 丹羽恭利   |
| 19   |                                                         | 第五棒 凱恩                  | 川崎裕之 呉廷恩   | 申相太   | 金容瑄            | 宋文誠     |
| 20   |                                                         | 最後決戰！超級五大競技場     | 川崎裕之 呉廷恩   | 閔庚照   | 金鎮九            | 方承辰     |
| 21   |                                                         | 撕裂友情的暗黑陷阱           | 鈴木雅詞          | 津田義三 | 小高義規 平尾みほ | 長森佳容   |
| 22   |                                                         | 全速一決勝負!                | 山田靖智 呉廷恩   | 閔庚照   | 金鎮九            | 方承辰     |
| 23   |                                                         | 如冰一般的選手               | 長谷川勝己 呉廷恩 | 閔庚照   | 金鎮九            | 李炫姃     |
| 24   |                                                         | 響徹心靈的翔翼裝甲           | 植竹須美男        | 山口武志 | 関田修            | 丹羽恭利   |
| 25   |                                                         | 銀刃神劍 毀滅!               | 高山克彦 呉廷恩   | 申相太   | 金容瑄            | 宋文誠     |
| 26   |                                                         | 銀刃聖劍 誕生！              | 川崎裕之 呉廷恩   | 閔庚照   | 金鎮九            | 徐正徳     |
| 27   |                                                         | 贏的勝利！驚異的高層戰鬥！   | 長谷川勝己        | 小高義規 | 小高義規 平尾みほ | 長森佳容   |
| 28   |                                                         | 無情的戰鬥                   | 山田靖智 呉廷恩   | 閔庚照   | 金鎮九            | 方承辰     |
| 29   |                                                         | 宿敵! 魔帝凱薩 登場!         | 高山克彦 呉廷恩   | 閔庚照   | 金鎮九            | 李炫姃     |
| 30   |                                                         | 被詛咒的火炎                 | 植竹須美男        | 橋本光夫 | 橋本光夫          | 丹羽恭利   |
| 31   |                                                         | 最後的勝利者!                | 鈴木雅詞 呉廷恩   | 申相太   | 金容瑄            | 宋文誠     |
| 32   |                                                         | 回到故鄉 卡東!               | 山田靖智 呉廷恩   | 閔庚照   | 金鎮九            | 徐正徳     |
| 33   |                                                         | 再會了! 破壞巨人             | 長谷川勝己        | 周詩人   | 小高義規 平尾みほ | 長森佳容   |
| 34   |                                                         | 卡東的決鬥                   | 高山克彦 呉廷恩   | 閔庚照   | 金鎮九            | 李鍾卿     |
| 35   |                                                         | 激鬥! 暴風飛翼 登場!         | 高山克彦 呉廷恩   | 閔庚照   | 金鎮九            | 李炫姃     |
| 36   | [新たなる旅立ち] 错误：{{Lang}}：无效参数：\|4=（帮助） | 踏上全新的旅行               | 奥田誠治          | 関田修   | 宍戸久美子        |            |
| 37   |                                                         | 光榮的彈珠戰士學校           | 植竹須美男 呉廷恩 | 申相太   | 金容瑄            | 宋文誠     |
| 38   |                                                         | 頂尖的料理決鬥               | 長谷川勝己 呉廷恩 | 閔庚照   | 金鎮九            | 徐正徳     |
| 39   |                                                         | 恐怖的彈珠戰士特訓!          | 鈴木雅詞          | 福田貴之 | 小高義規          | 長森佳容   |
| 40   |                                                         | 對決! 海盜彈珠戰士           | 山田靖智 呉廷恩   | 閔庚照   | 金鎮九            | 李炫姃     |
| 41   |                                                         | 神之島的試煉                 | 川崎裕之          | 津田義三 | 関田修            | 宍戸久美子 |
| 42   |                                                         | 炎咒 風雲再起                | 植竹須美男        | 奥村吉昭 | 奥村吉昭          | 我妻宏     |
| 43   |                                                         | 再見了 兄弟                  | 植竹須美男 呉廷恩 | 閔庚照   | 金鎮九            | 徐正徳     |
| 44   |                                                         | 新殺客總攻擊!                | 鈴木雅詞          | 橋本光夫 | 小高義規 平尾みほ | 長森佳容   |
| 45   |                                                         | 巴特勒的心靈                 | 山田靖智 呉廷恩   | 閔庚照   | 金鎮九            | 李鍾卿     |
| 46   |                                                         | 被託付的友情!                | 長谷川勝己        | 周詩人   | 関田修            | 宍戸久美子 |
| 47   |                                                         | 魔德比魔王的秘密!            | 川崎裕之          | 奥村吉昭 | 奥村吉昭          | 我妻宏     |
| 48   |                                                         | 大決戰!! 霓虹城市            | 植竹須美男 呉廷恩 | 閔庚照   | 金鎮九            | 李炫姃     |
| 49   |                                                         | 兄弟羈絆的戰鬥               | 山田靖智          | 高柳哲司 | 佐佐木勝利        | 金相燁     |
| 50   |                                                         | 直到生命盡頭…                | 鈴木雅詞 呉廷恩   | 閔庚照   | 金鎮九            | 徐正徳     |
| 51   |                                                         | 充滿勇氣的決心               | 植竹須美男        | 周詩人   | 関田修            | 宍戸久美子 |
| 52   |                                                         | 全新的B傳說戰鬥!! (完結篇)   | 川崎裕之          | 奥村吉昭 | 奥村吉昭          | 我妻宏     |

### B傳說！戰鬥彈珠人 炎魂
共51集。
- 1 向星星許願
- 2 激戰
- 3 偉大的勇者
- 4 黃金潮
- 5 與未知的相逢
- 6 競速戰鬥
- 7 荒野的保鑣
- 8 就像突然冒出的火焰
- 9 不能饒恕之人
- 10 重逢的街道
- 11 再會了，朋友啊
- 12 數到三吧
- 13 雪白的天空
- 14 男子漢的輓歌
- 15 最後時刻倒數開始
- 16 成龍之路
- 17 青春嘉年華會
- 18 勝利者們
- 19 困難的目標
- 20 火熱的射擊
- 21 小燕破繭而出
- 22 迷宮
- 23 英雄的條件
- 24 憤怒的荒野
- 25 對決
- 26 傷痕累累的榮耀
- 27 正中午的決鬥
- 28 大逆轉
- 29 逃亡者
- 30 友情之翼
- 31 蜘蛛
- 32 世界的盡頭
- 33 迷宮森林
- 34 奇怪奇怪的石器村
- 35 兄妹對兄妹
- 36 背叛的旋律
- 37 奇蹟海洋
- 38 雙龍千鈞一髮
- 39 復活之日
- 40 我們沒有明天
- 41 狼嚎
- 42 世界毀滅的序曲
- 43 奮起之日
- 44 我們不是天使
- 45 請給我翅膀
- 46 金狼甦醒
- 47 腦波暴風雨
- 48 不願隨著風兒消逝
- 49 還有明天
- 50 天堂與地獄
- 51 向著明天射擊

## 外部連結
- 台視無印版官網（页面存档备份，存于）
- 台視炎魂版官網（页面存档备份，存于）
- 客家電視台網頁